# Templewko
Templewko – osada w Polsce, w województwie lubuskim, w powiecie międzyrzeckim, w gminie Bledzew. Wchodzi w skład sołectwa Templewo.
Do osady prowadzi asfaltowa droga wijąca się wśród pól. Większość zabudowy miejscowości to domki wybudowane po 1945 roku. Jest tam również kilka domów przedwojennych.
W latach 1975–1998 przysiółek położony był w województwie gorzowskim.
1 stycznia 2024 roku przemianowano „Templewo” na „Templewko” oraz zmieniono rodzaj miejscowości z przysiółka wsi Templewo na samodzielną osadę.